# Szubin
Szubin (Duits: Schubin) is een stad in het Poolse woiwodschap Koejavië-Pommeren, gelegen in de powiat Nakielski. De oppervlakte bedraagt 7,68 km², het inwonertal 9354 (2005).

## Verkeer en vervoer
- Station Szubin

## Stedenband
- Aalten (Nederland)